# Saxby-Pass
Der Saxby-Pass ist ein Gebirgspass in den Admiralitätsbergen des ostantarktischen Viktorialands. Er führt südlich des Lange Peak durch die Lyttelton Range.
Eine Mannschaft des New Zealand Antarctic Research Programme unter der Leitung des Geologen Robert H. Findlay beging diesen Pass erstmals zwischen 1981 und 1982 auf dem Weg vom Atkinson-Gletscher zum Dennistoun-Gletscher. Das New Zealand Antarctic Place-Names Committee benannte ihn nach Eric John Saxby (* 1937), der zu jener Zeit Leiter der Vanda-Station am Ufer des Vandasees und Koordinator für die geologischen Arbeiten im nördlichen Viktorialand war.